# Roy Davis Jr.
Pour les articles homonymes, voir Davis.
Roy Davis Jr. est un compositeur et musicien américain de house né en 1970 et membre temporaire de Phuture. Son morceau Gabriel est considéré comme l'un des premiers du genre 2-step garage.

## Biographie
Davis est né en 1970 en Californie mais passe son enfance à Chicago, plus précisément dans le South Side où, inspiré par des artistes locaux tels que Lil' Louis ou le groupe Phuture — qu'il rejoint quelques années plus tard à la demande de DJ Pierre qui souhaite être remplacé — il entame sa carrière de DJ et musicien. En 1988, une des compilations du label Jack Trax lui permet de sortir son premier morceau en tant que réalisateur artistique : 20 Below de Pierre's Pfantasy Club (un des pseudonymes de DJ Pierre).